# Tentative d'épuisement d'un lieu parisien
Tentative d'épuisement d'un lieu parisien est un récit de Georges Perec publié en 1975 dans la revue Cause commune avant d'être édité par Christian Bourgois en 1982.

## Récit
Le 18 octobre 1974, Georges Perec s'installe au café de la Mairie situé sur la place Saint-Sulpice dans le 6e arrondissement de Paris. Pendant trois jours d'affilée et à différents moments de la journée, il tente de prendre note de tout ce qu'il voit. Il en établit ainsi une liste représentant la vie quotidienne, sa monotonie, mais aussi les variations infimes du temps, de la lumière, du décor, du vivant.

« Un grand nombre, sinon la plupart, de ces choses ont été décrites, inventoriées, photographiées, racontées ou recensées. Mon propos dans les pages qui suivent a plutôt été de décrire le reste : ce que l’on ne note généralement pas, ce qui ne se remarque pas, ce qui n’a pas d’importance : ce qui se passe quand il ne se passe rien, sinon du temps, des gens, des voitures et des nuages. »

## Déclinaison radiophonique
Le 19 mai 1978, Perec mène une expérience similaire à quelques mètres de la place Saint-Sulpice, au carrefour avec la rue Mabillon. Installé dans un car-studio de France Culture, il est enregistré pendant six heures décrivant les choses qu'il voit. Après montage et relecture de certains fragments par le comédien Claude Piéplu, l'enregistrement fera l'objet d'une diffusion dans l'Atelier de création radiophonique du 25 février 1979 sous le titre Tentative de description de choses vues au carrefour Mabillon le 19 mai 1978,.

## Adaptation au cinéma
Le texte a donné lieu à un film documentaire tourné en 2007 par Jean-Christian Riff avec la voix de Mathieu Amalric, produit par Richard Copans pour Les Films d'ici, le Forum des images et Images Plus, distribué par la Bibliothèque publique d'information, et diffusé sur Planète+ en juillet – août 2008.

## Postérité

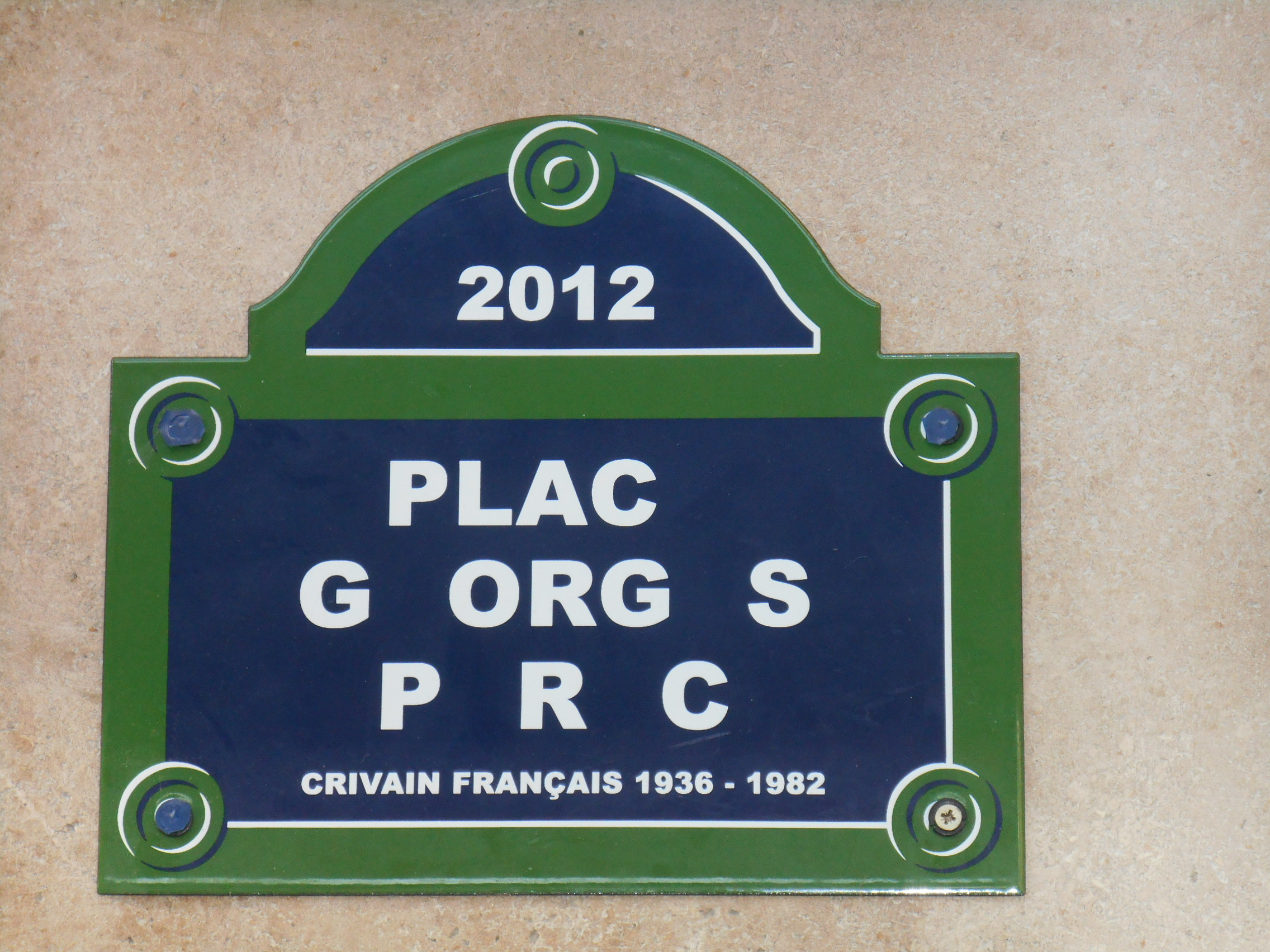
Fausse plaque « place Georges Perec ».

En 2012, pour les trente ans de la mort de Perec, l'artiste Christophe Verdon installe une fausse plaque de rue au mur du Café de la mairie, car c'est là que Perec a écrit Tentative d'épuisement d'un lieu parisien. La plaque porte l'inscription « place Georges Perec » sans les e, en référence à La Disparition, autre récit de Georges Perec, qui ne contient aucun e.
Le 3 mars 2022, pour les quarante ans de la mort de Perec, Pierre Ménard, Emmanuel Vaslin, Thomas Baumgartner et Hélène Paumier proposent en ligne sur Twitter une performance collective en donnant rendez-vous à qui le veut pour une « Tentative d'épuisement d'un lieu planétaire ».
Le 18 octobre 2024, pour célébrer le cinquantième anniversaire de la Tentative d’épuisement d’un lieu parisien, Peppe Cavallari invite François Bon au Café de la mairie, pour réaliser une lecture croisée de la Tentative et de Lieux, un vaste projet consistant à décrire 12 lieux à Paris. 

## Éditions
- « Tentative d'épuisement d'un lieu parisien », dans Cause commune, no 1 « Pourrissement des sociétés », 1975, 10/18 (no 936), pp. 59–108.
- Tentative d'épuisement d'un lieu parisien, Paris, Christian Bourgois éditeur, 1982, 59 p. (ISBN 2-267-00326-0).
- Tentative d'épuisement d'un lieu parisien, Paris, Christian Bourgois éditeur, coll. « Titres » (no 70), 2008, 49 p. (ISBN 978-2-267-01959-9).
- Tentative d'épuisement d'un lieu parisien, Paris, Christian Bourgois éditeur, coll. « Titres », 2020, 64 p. (ISBN 978-2-267-03213-0).
- Tentative d'épuisement d'un lieu parisien, Paris, Christian Bourgois éditeur, coll. « Satellites » (no 15), 2024, 64 p. (ISBN 978-2-267-04805-6).